# Zentralinstitut für Kunstgeschichte
Le Zentralinstitut für Kunstgeschichte (ZI) en français : « Institut central d'histoire de l'art » est un institut de recherche centré sur l'histoire de l'art en Allemagne et situé à Munich, en Bavière.

## Histoire
L'institut a été fondé en novembre 1946 et a commencé ses opérations le 1er mars 1947. Depuis ses débuts, le siège était établi dans l'ancien bâtiment administratif du Parti national-socialiste des travailleurs allemands (NSDAP) construit en 1935, toujours existant, devenu aujourd'hui la Maison des Instituts culturels de Munich (Münchner Haus der Kulturinstitute).
Le premier directeur était l'historien de l'art Ludwig Heinrich Heydenreich jusqu'à ce que Willibald Sauerländer occupe le poste de directeur en 1970. En 1991, Wolf Tegethoff lui suivait. Depuis 2018, Ulrich Pfisterer dirige l'institut.
La bibliothèque de recherche du Zentralinstitut à Munich se partage un catalogue central (Kubikat) avec les trois autres grands instituts de recherche allemands en histoire de l'art hors Allemagne : le Centre allemand d'histoire de l'art de Paris (Deutsches Forum für Kunstgeschichte), Kunsthistorische Institut à Florence et la Bibliotheca Hertziana à Rome.